# Spécifications fonctionnelles des notices bibliographiques
Les spécifications fonctionnelles des notices bibliographiques ou fonctionnalités requises des notices bibliographiques (en anglais Functional Requirements for Bibliographic Records, FRBR) sont une modélisation conceptuelle des informations contenues dans les notices bibliographiques des bibliothèques. Elles ont été développées par un groupe d'experts de l'IFLA de 1991 à 1997, approuvées en 1997 par le Comité permanent de la Section de catalogage de l’IFLA et publiées en 1998. Les FRBR ne sont pas une norme de description bibliographique, comme les normes ISBD ou AACR, ni un format d'encodage comme Unimarc, mais décrivent les informations d'une notice bibliographique d'un point de vue logique en utilisant le modèle entité-association.
Le modèle conceptuel FRBR a été progressivement remplacé, entre 2015 et 2017, par le modèle intégré IFLA-LRM, qui harmonise et consolide les trois modèles développés séparément par l'IFLA : FRBR pour les données bibliographiques, FRAD pour les données d’autorité et FRSAD pour les données d’autorité matière.

## Objectifs et méthode

### Objectifs
Les FRBR ont été définies pour donner « un cadre conceptuel permettant de comprendre clairement, sous une forme précisément exprimée et dans un langage qui soit parlant pour tout le monde, l’essence même de ce sur quoi la notice bibliographique est censée renseigner, et l’essence même de ce que nous attendons de la notice en termes d’adéquation aux besoins des utilisateurs. ». Elles sont conçues comme un outil pour l'établissement de futures normes bibliographiques tout en fournissant des recommandations sur le niveau minimal de fonctionnalité et de spécification de données d'une notice bibliographique nationale. Aussi couvrent-elles une vaste palette de types de documents, de nature, support, format et mode de stockage variés.

### Méthodes
Les FRBR sont le résultat d'une analyse qui part des besoins de l'utilisateur (entendu au sens large, non seulement comme lecteur ou personnel des bibliothèques, mais aussi comme éditeur, distributeur, revendeur, etc.). Cette analyse a permis de dégager les entités fondamentales pour l'utilisateur, les attributs de ces entités, les relations entre entités. Pratiquement, le modèle proposé s'appuie sur l'analyse des données présentes dans des formats de notices bibliographiques existants, dont notamment les normes ISDB ou le format Unimarc. Selon le site de la Bibliothèque nationale de France, ce modèle apporte donc une consolidation des acquis du passé en justifiant a posteriori les pratiques de catalogage.

## Les opérations de l'utilisateur
Pour les auteurs des FRBR, « la typologie des utilisateurs de notices bibliographiques est réputée être aussi large que possible : elle ne se limite pas aux seuls lecteurs et membres du personnel des bibliothèques, mais s’étend aux éditeurs, distributeurs, revendeurs, fournisseurs et utilisateurs de services d’information extérieurs au paysage traditionnel des bibliothèques. » Un autre passage donne l'énumération suivante : « lecteurs, étudiants, chercheurs, personnels de bibliothèque, éditeurs, distributeurs, revendeurs, courtiers en information, gestionnaires de droits liés à la propriété intellectuelle, etc. ».
Le modèle FRBR prend en compte quatre opérations effectuées par ces utilisateurs :
- trouver une entité ;
- identifier une entité entendue comme produit d'une activité intellectuelle ou artistique ;
- choisir (ou sélectionner) une entité au même sens que ci-dessus ;
- avoir accès à (ou obtenir) un document.

Pour chacune de ces opérations, les entités, les attributs des entités et les relations entre entités du modèle sont plus ou moins pertinents.

## Entités
Les FRBR organisent les différentes composantes de la description bibliographique (les autorités, les accès sujet et les informations sur le document proprement dites) en trois groupes d'entités reliés entre eux.

### Entités du groupe 1
Le premier groupe d'entités représente les différents aspects de ce qu’un utilisateur peut trouver dans les produits d’une activité intellectuelle ou artistique, c'est-à-dire les documents et leurs différentes versions. Ces entités sont :
- Œuvre : une création intellectuelle ou artistique déterminée (par exemple : Germinal de Zola)
- Expression : une réalisation de cette création intellectuelle (par exemple, la traduction anglaise de Germinal par Roger Pearson)
- Manifestation : la matérialisation d'une expression (par exemple, Germinal de Zola, traduit par Roger Pearson et publié chez Penguin Books en 2004)
- Item : un exemplaire isolé d'une manifestation (par exemple, l'exemplaire de Germinal de Zola, traduit par Roger Pearson et publié chez Penguin Books en 2004, qui se trouve à la bibliothèque municipale de Perpignan).

Ces quatre entités sont souvent exprimées sous la forme OEMI (WEMI pour Work, Expression, Manifestation, Item). La grande originalité du modèle réside dans la notion d'Œuvre, qui permet de rapprocher par exemple un roman et ses traductions ou adaptations. Ce rapprochement reste le plus souvent implicite dans un catalogue de bibliothèque.

### Entités du groupe 2
Le second groupe d'entités correspond à la modélisation des personnes physiques ou morales qui ont une responsabilité dans le contenu intellectuel ou artistique, la production matérielle et la distribution, ou la gestion juridique des entités du premier groupe. Il y en a deux sortes : les Personnes et les Collectivités.

### Entités du groupe 3
Le troisième groupe regroupe des entités qui sont le sujet des Œuvres : Concept, Objet, Événement, Lieu. La relation de sujet (par exemple, un événement est sujet d'une œuvre) peut aussi fonctionner avec le groupe 2 (une personne est sujet d'une œuvre, dans le cas d'un livre sur Zola) et le groupe 1 (une Œuvre est sujet d'une autre Œuvre, dans le cas d'un livre sur Germinal de Zola).

## Attributs
Chaque entité peut être décrite par des attributs.

### Les attributs inhérents et forgés
Les attributs des entités se répartissent en deux grandes catégories : les attributs inhérents à l'entité et les attributs forgés, extérieurs à l'entité. Ces attributs, tels que titre, forme, date, etc., correspondent aux informations qui apparaissent communément dans les notices bibliographiques des catalogues de bibliothèques. Les premiers sont des éléments distinctifs de l'entité, tandis que les seconds proviennent d'une source extérieure, comme les identifiants ou des informations contextuelles.

### Liste des attributs par entité
NB. Seuls les attributs indépendants des types d'œuvre sont ici listés.

#### Groupe 1
- Œuvre :
  - titre de l’œuvre
  - forme de l’œuvre
  - date de l’œuvre
  - autre caractéristique distinctive
  - complétude visée
  - public visé
  - contexte de l’œuvre
- Expression :
  - titre de l’expression
  - forme de l’expression
  - date de l’expression
  - langue de l’expression
  - autre caractéristique distinctive
  - aptitude de l’expression à recevoir un développement
  - aptitude de l’expression à recevoir une révision
  - volume de l’expression
  - résumé du contenu
  - contexte de l’expression
  - accueil rencontré par l’expression
  - restrictions d’usage de l’expression
  - type de volumaison (périodique)
- Manifestation :
  - titre de la manifestation
  - mention de responsabilité
  - mention d’édition/numéro
  - lieu d’édition/diffusion
  - éditeur/diffuseur
  - date d’édition/diffusion
  - fabricant
  - mention de collection
  - type de support
  - nombre d’unités matérielles
  - matériau
  - mode d’enregistrement
  - dimensions du support
  - identifiant de la manifestation
  - source de l’autorisation d’acquisition ou d’accès
  - modalités de mise à disposition
  - restrictions d’accès à la manifestation
- Item :
  - identifiant du document
  - empreinte
  - provenance du document
  - annotations/inscriptions
  - participation à des expositions
  - état matériel du document
  - opérations de sauvegarde effectuées
  - opérations de sauvegarde à effectuer
  - restrictions de communication

#### Groupe 2
- Personne :
  - nom de la personne
  - dates de la personne
  - titre de la personne
  - autre qualificatif
- Collectivité :
  - nom de la collectivité
  - numérotation
  - localisation
  - date
  - autre qualificatif

#### Groupe 3
- Concept, Objet, Événement, Lieu :
  - terme désignant l'entité

## Relations

### Les relations primaires

premier groupe

Les entités du groupe 1 (les produits d'une activité intellectuelle ou artistique) entretiennent des relations primaires :
- une Œuvre est « réalisée à travers » une Expression ;
- une Expression est « matérialisée dans » une Manifestation ;
- une Manifestation est « représentée par » un Item.

Ainsi, une Œuvre peut avoir plusieurs Expressions (différentes langues, une adaptation cinématographique... bien que dans ce cas on puisse considérer qu'il s'agit d'une nouvelle Œuvre) qui elles-mêmes ont plusieurs Manifestations (une édition en gros caractères, une version en cassette et une en DVD) représentées chacune par un Item.

### Les relations entre entités de groupes différents

second groupe

Les entités du groupe 1 et du groupe 2 sont liées par les relations suivantes :
- une Œuvre est « créée par » une Personne ou une Collectivité ;
- une Expression est « réalisée par » une Personne ou une Collectivité ;
- une Manifestation est « produite par » une Personne ou une Collectivité ;
- un Item est « possédé par » une Personne ou une Collectivité.

La relation permet alors de marquer la façon dont les personnes interviennent par rapport à l'Œuvre, l'Expression, la Manifestation ou l'Item.
Il existe encore une relation inter-groupe générale :
- une Œuvre « a pour sujet » n'importe quelle entité.

En effet, si les entités des groupes 2 (Personne, Collectivité) et 3 (Concept, Objet, Événement, Lieu) peuvent évidemment être le sujet d'une Œuvre, il en va de même pour celles du groupe 1 : une Œuvre peut être le sujet d'une Œuvre, de même que son Expression, la Manifestation de cette Expression ou l'Item qui représente cette Manifestation.

### Autres relations
NB. Seules les relations indépendantes du type d'Œuvre sont listées ici.
Ces relations concernent uniquement le groupe 1, sans pour autant être des relations primaires :
- une Œuvre « a pour suite », « a pour supplément », « a pour complément », « a pour résumé », « a pour adaptation », « a pour transformation », « a pour imitation » une Œuvre;
- une Œuvre « a pour partie » une Œuvre ;
- une Œuvre « a pour suite », « a pour supplément », , « a pour complément », « a pour résumé », « a pour adaptation », « a pour transformation », « a pour imitation » une Expression ;
- une Expression « a pour abrégé », « a pour révision », « a pour traduction » une Expression ;
- une Expression « a pour suite », « a pour supplément », , « a pour complément », « a pour résumé », « a pour adaptation », « a pour transformation », « a pour imitation » une Expression ;
- une Expression « a pour partie » une Expression ;
- une Manifestation « a pour reproduction », « a pour alternative » une Manifestation ;
- une Manifestation « a pour partie » une Manifestation ;
- un Item « a pour reproduction » une Manifestation ;
- un Item « a pour reproduction », « a pour reconfiguration » un Item ;
- un Item « a pour partie » un Item.

## L'héritage des FRBR

### Spécifications fonctionnelles étendues
Le modèle FRBR ne concerne que les notices bibliographiques. L'IFLA a choisi d'élaborer des spécifications fonctionnelles pour les notices d'autorité et les relations de ces autorités avec les données bibliographiques. Pour cela, deux groupes ont été mis en place. Le FRANAR (Functional Requirements and Numbering of Authority Records en anglais), chargé depuis 1999 des notices d'autorité a publié en 2009 le modèle FRAD (Functional Requirements for Authority Data en anglais) ; le FRSAR (Functional Requirements for Subject Authority Records), chargé depuis 2005 de la relation entre les données bibliographiques et le fichier d'autorité matière a publié en 2010 le modèle FRSAD (Functional Requirements for Subject Authority Data).

### L'approche orientée objet
En 2000, germe l'idée d'harmoniser le modèle FRBR avec le CIDOC Conceptual Reference Model (ISO 21127:2006) établi par le Comité international pour la documentation des musées pour s'appliquer au patrimoine culturel. Le modèle FRBR, qui est initialement un modèle de type entité-association a été rebaptisé « FRBRER » (« ER » pour entity-relationship) dans ce contexte, tandis qu'une nouvelle forme, conçue comme une extension du modèle CIDOC-CRM et appliquant l'approche orientée objet, a pris pour nom FRBRoo (« oo » pour object oriented).

### Les Principes internationaux de Catalogage
Les Principes internationaux de Catalogage, ou Principes de Paris, initialement rédigés en 1961, ont été renouvelés en 2009 et reposent sur le modèle conceptuel FRBR. Ils reprennent les entités, relations et attributs des FRBR, mais ajoutent une opération à celles prises en compte par les FRBR (trouver, identifier, choisir, avoir accès) : naviguer dans un catalogue. Ils ont été révisés en 2014, 2015 et une nouvelle version a été publiée en 2016.

### Le modèle conceptuel IFLA-LRM
Initialement nommé "FRBR-LRM", le modèle IFLA-LRM (Library Reference Model, en français Modèle de référence pour les bibliothèques) a été publié en 2017. Il a été développé par le FRBR Review Group, le groupe de travail de l’IFLA qui a assuré la maintenance des trois modèles conceptuels FR (FRBR pour les données bibliographiques, FRAD pour les données d’autorité et FRSAD pour les données d’autorité matière), afin de faciliter l’utilisation conjointe des trois modèles et de résoudre certaines incohérences entre ceux-ci. Il est également largement inspiré du modèle FRBRoo. Il a vocation à être utilisé en remplacement des 3 modèles FR-.